# Ochthera subtilis
Ochthera subtilis är en tvåvingeart som beskrevs av Adams 1905. Ochthera subtilis ingår i släktet Ochthera och familjen vattenflugor. Inga underarter finns listade i Catalogue of Life.